# Sparta Praga (piłka nożna kobiet)
Sparta Praga – kobieca sekcja klubu piłkarskiego Sparta Praga z Pragi w Czechach. Najbardziej utytułowana drużyna na terenie Czech. Razem z Slavią Praga zdominowała rozgrywki piłkarskie kobiet w tym kraju. Na koncie sukcesów posiada osiemnaście tytułów mistrza Czech (na 20 edycji), dwanaście tytułów mistrza Czechosłowacji oraz sześciokrotnie zdobycie pucharu swego kraju z siedmiu edycji tych rozgrywek. W rozgrywkach europejskich pucharów najlepszym wynikiem tej drużyny jest ćwierćfinał rozgrywek Pucharu UEFA (poprzednika Ligi Mistrzyń, kiedy to przegrały w dwumeczu ze szwedzką drużyną Djurgårdens IF Dam).

## Sukcesy
- Mistrzostwo Czechosłowacji (12 razy): 1976, 1977, 1978, 1980, 1981, 1982, 1984, 1985, 1986, 1989, 1990, 1991
- Mistrzostwo Czech (18 razy): 1994–2002, 2005–2013
- Puchar Czech (6 razy): 2008, 2009, 2010, 2011, 2012[2], 2013